# Loreto (canton)
Pour les articles homonymes, voir Loreto.
Loreto est un canton d'Équateur situé dans la province d'Orellana.